# Сант-Андреа-Фриус
Сант-Андреа-Фриус (итал. Sant'Andrea Frius) — коммуна в Италии, располагается в регионе Сардиния, в провинции Кальяри.
Население составляет 1892 человека (2008 г.), плотность населения составляет 52 чел./км². Занимает площадь 36 км². Почтовый индекс — 9040. Телефонный код — 070.
Покровителями коммуны почитаются святой апостол Андрей, празднование 30 ноября, и Исидор Мадридский.

## Демография
Динамика населения:

## Администрация коммуны
- Официальный сайт: http://www.comune.santandreafrius.ca.it/